# Bonny (città)
Bonny è una città della Nigeria, nello Stato di Rivers. Sorge sulle sponde del fiume omonimo, nell'area del Delta del Niger. È abitata in prevalenza da igbo.